# 烏什回亂

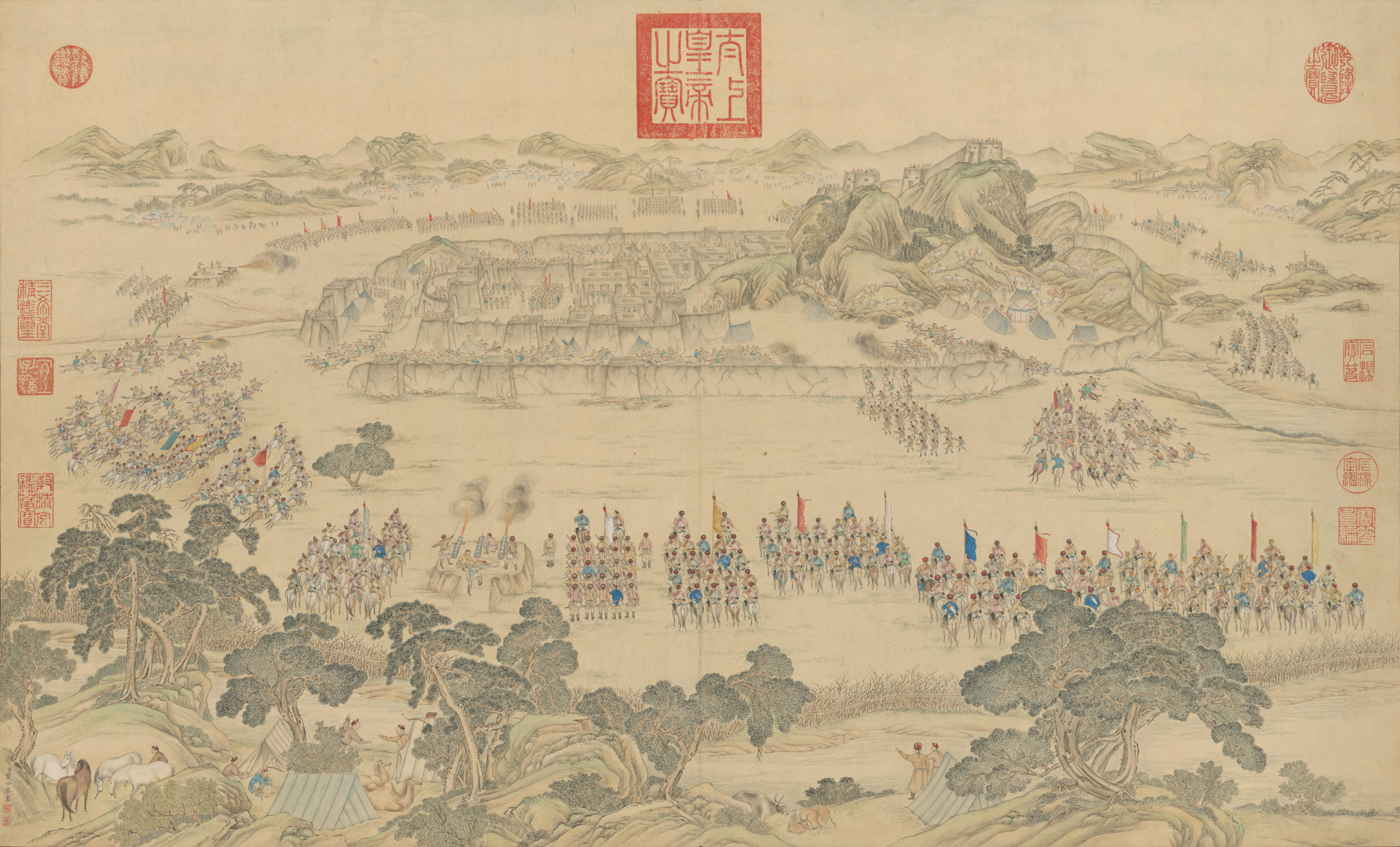
宫廷画家贾全绘《平定乌什战图》（北京故宫博物院藏）

乌什回乱，又称乌什事变、乌什起义或乌什事件，是清乾隆三十年（1765年）发生于新疆乌什的一起回民暴动事件。事件造成清政府驻乌什城办事大臣素诚和阿奇木伯克阿卜都拉身亡，全城官兵及汉族商贩近千人被杀。该事件是道光張格爾之亂前新疆发生的最具影响力的重大事件。

## 背景
清政府在乾隆二十四年重新统一新疆后，在新疆实行满洲贵族和本地封建领主相结合的统治模式。保留原有的封建制度，并派军政官吏驻在各城，实行民族高压政策，封建伯克欺压维吾尔族平民，民怨鼎沸，到了一触即发的程度。
哈密由于较早投降清朝，哈密郡王玉素甫的弟弟阿布都拉出任乌什阿奇木伯克。伯克的薪俸取之于维吾尔人民，故多有搜刮。满洲办事大臣素诚父子则多次强奸妇女。

## 起因及经过
乾隆三十年（1765年）二月，乌什办事大臣素诚和哈密郡王玉素甫之弟阿奇木伯克阿布都拉派出240名维吾尔族差役解送沙枣树，定于2月15日起程。此时素诚之子要回京，便强征差役为其运送行李并派小伯克赖和木图拉负责押送。由于赖和木图拉之妻曾被素诚强行留宿衙署，赖和木图拉心生恨意，途中又有民夫遭鞭打，于是在起程的前夜里，召集所有运送沙枣树的差役商议反抗事宜。其父额和木图拉反对并责骂儿子，而赖和木图拉回骂其父：“无如此父亲”，并开枪擦伤额和木图拉之额头。当日三更，由差役组成的叛乱队伍向乌什城驻守清军发起进攻。素诚与阿布都拉被逼到山上，最终，素诚父子自杀身亡，阿布都拉被生擒。在占领乌什城后，起事者将居于城外的维吾尔人迁入城内，构筑防御工事，同清军进行了长达半年的战斗，直到8月25日被清军击败。
洪涛在论文《1765年新疆乌什事变解密》中认为，乾隆帝为了取悦容妃，下令送沙枣树到北京。

## 处理
乌什动乱后，阿克苏办事大臣卞塔海一面亲往乌什镇压，一面向乾隆皇帝奏报情况，同时又咨文各城求援。乾隆帝认为只是小乱，卞塔海小题大做应该交部议罪。卞塔海又一奏折也送到紫禁城，称索诚被害、乌什被占，乾隆下谕旨：“乌什回子胆敢劫掠仓库、牧插，残害官兵，回人等敢行叛乱，情罪可恨，若不尽行剿绝，甚难惩警，将来驻留大臣何以办事？……今卞塔海已抵该城，各城陆续出兵，观音保又串兵往援，谅逆贼无难擒戳，即可蒇事。” 
乾隆帝提出骚乱3点原因，一或因素诚办事欠妥，扰累众人；二或因乌什原为霍集斯驻地，其属下人煽动骚乱；三或因乌什回民与霍罕额尔德尼潜通信息，惩办阿布都里木之后，亲属人等煽动。因此，乾隆帝令前往乌什官员查实，又命询问最先归附清朝的伯克额敏和卓，乾隆在谕旨中一再强调派伊犁将军明瑞前往处理非专为镇压，而要详察原因。 
明瑞从伊犁赴乌什前，总理南疆事务大臣纳世通从喀什噶尔赶到乌什临时处置，他对骚乱未予重视，认为北疆的将军明瑞不应插手南疆事务，故数次上折阻止明瑞前来。伊犁将军明瑞仍率兵前往，乾隆得知后甚悦，称“甚合朕意”。明瑞于阿克苏与乌什之间安营扎寨，以候消息。乾隆察觉到明瑞谦让于纳世通，几次下谕要求前去。纳世通排斥明瑞先行派来增援的观音保。攻乌什时，让观音保去防“逆贼”逃遁之道，乾隆不满，又断言纳世通必将生出事端。纳世通与起义军交战失利怪罪观音保。
各路大臣互相争功，饰败互讦。卞塔海失炮3座，溃退七八十里，纳世通失炮1座，乾隆大怒，打算对乌什屠城，又派内大臣阿桂前去协助明瑞处理。 明瑞闰二月二十七日抵达乌什，认为应该争取民心，他同纳世通分翼进攻，占据了城外山峰，烧了乌什城西北门外所有水磨，夺取麦面，杀伤起义者，并未攻乌什城。明瑞奏称宜巧取，称厄鲁特曾以三万兵围困乌什九个月不能克，对此，乾隆不满，举清军平霍集占的例子反驳。几经交战未能克城，明瑞奏请招抚，乾隆却认为招抚会被人小看，要求围堵其后勤供应。此谕发下之后，乾隆十五日未接到明瑞等人奏事，阿桂提出围堵乌什城需从伊犁调2千兵，明瑞说自己离开伊犁数日，彼处情形不甚熟知，调兵事宜应交爱隆阿酌办。乾隆很不满，认为明瑞和阿桂相互推诿。据俘虏讲乌什城内口粮将尽，乾隆认为堵截逃窜之路最为紧要，不必增调兵丁。
五月二十七日等双方交战，起义军败，赖和木图拉中箭死亡，又另立领袖。乾隆大怒，要全部剿灭，不收俘虏，拆毁乌什留官兵屯田。七月中旬起，清军逼近城下，在乌什城各门筑起围墙，围堵起事者出城。城内粮尽，人马倒毙，起事者内讧，锡喇卜阿珲为首的主和派于八月初十夜擒拿额和木图拉等42人，十五日晨献给清军，清军对为首数人处以凌迟，又对10余人判处死刑，其余3千多人及幼童妇女共1万余人，分4队，送往伊犁等地屯田。 九月初五，明瑞上奏清军八月二十五日攻克乌什，未报具体情形，仅报擒获额色木图拉及有名之起义领袖。乾隆不满，大骂明端、阿桂是“两个该杀的”，留3千余人供给盘缠，想送到伊犁、乌鲁木齐等地屯田。又说把这3干余人交给明瑞、阿桂养赡，不供应粮食，“两个该杀的”就带这些人，如果反叛中央也不管，骂二人想要少杀生而得福寿，充当好人，反衬“朕多杀生”。要求把这3干余人送往内地，交付杨应琚，酌情分送各省赏给大臣官员等为奴，若于途中逃脱，就查拿本族亲属一律杀死。明瑞和阿桂接旨后奏称回众送往内地时难免沿途逃窜盗窃，因此自作主张将回人二千三百余名一律杀死，又提路费的事，乾隆见此折后并未怪罪，但对路费问题不满。

## 影响
“乌什事件”充分显露了当地的社会矛盾以及政策的缺失。乾隆帝不得不从中汲取教训，总结其统治南疆的经验，并实行了一些以利于巩固其统治地位的措施。
乾隆下令公布素诚罪状，处决纳世通、卞塔海，和田总兵和诚及纳世道的部下乌尔衮斩首。明瑞和阿桂提出了8项措施：1、阿奇木之权宜分；2、格纳坦之私派宜革；3、回人之差役宜均；4、都官伯克之补用宜公；5、伯克等之亲随宜节；6、赋役之定额宜明；7、民人之居处宜别；8、伯克等与大臣官员相见之仪宜定。乾隆根据明瑞建议，认为各城驻扎大臣当以乌什为总汇之地，将参赞大臣从喀什噶尔迁到乌什，兼辖阿克苏、喀什噶尔；阿克苏官兵移驻乌什，乾隆三十一年起在乌什实行屯田。强调伊犁将军职能，明瑞系统辖伊犁等处地方将军，不仅只管伊犁，还管回城，驻各城办事大臣等。哈萨克使臣朝贡进献马匹，须先行通报伊犁将军。回城男子12岁以上登记花名派遣差役，改为同内地一样的16岁。
事件后清朝再未下令送沙枣树到北京。

## 性质
一般认为乌什回乱属农民起义，但赖和木图拉大肆杀戮异教徒，又要联络浩罕布鲁特，有新疆独立意图。
暴动者派信使向浩罕求援，中途被忠于清朝的布鲁特截获。高宗担忧反清势力的内外勾结，但事实上浩罕对乌什并不关心，此事不了了之。一些记载认为乌什起义者勾结阿富汗，“贼待阿富汗援不至，乃缚献额色木图拉等四十二人降”；“乌什百姓指望能得到(反清联盟)向他们承诺的帮助，首先起来暴动了”。但官修史志和档案资料难以找到证实乌什暴动者与阿富汗有联系的线索。